# Zaganos Pacha
Zaganos Pacha (Zağnos) fut un important commandant militaire ottoman durant le règne du sultan Mehmet II ainsi que grand vizir de 1453 à 1456. Il servit aussi comme capitan pacha (chef de la marine ottomane).

## Biographie
Zaganos Pacha, issu d'une famille chrétienne albanaise, fut enrôlé très jeune (devchirmé ou « cueillette d'enfants ») dans les rangs des janissaires. Il devint ensuite l'un des plus importants chefs militaires sous le règne de Mehmet II en plus d'être un de ses conseillers et mentors. 
Lors du siège de Constantinople en 1453, il était l'un des principaux généraux de l'armée ottomane et dirigeait les troupes situées en face de la colonie génoise de Péra. Quelques jours après la prise de la ville le 29 mai 1453, il fut nommé grand vizir en remplacement de son rival Çandarlı Halil Hayreddin Pacha qui fut exécuté.
Il fut destitué quelques années plus tard, à la suite de l'échec du siège de Belgrade en juillet 1456 et à son opposition avec les janissaires et les oulémas, qui avaient mal accepté l'exécution de son prédécesseur Çandarlı Pacha. Il fut remplacé par Mahmoud Pacha.

## Médias

### Cinéma
- İstanbul'un Fethi (1951), il est interprété par Neşet Berküren.
- Constantinople (2012), il est interprété par Sedat Mert.

### Télévision
- L'Essor de l'Empire ottoman (2020), il est interprété par Ushan Çakır (en).